# La Base (podcast)
La Base es un programa de televisión de análisis, contrainformación y actualidad política. Se emite en Canal Red de lunes a jueves, con una duración aproximada a los 50 minutos. Cada día enmarca un tema concreto a ser analizado con datos y a través de la lectura que han realizado los medios de comunicación. También tiene importancia una mirada geopolítica para entender cómo se desplaza el tablero internacional. 
Desde 2024, se emite La Base en Colombiay desde 2025 existe una redacción de La Base en México.

## Historia
Liderado por Pablo Iglesias Turrión, quien ya había dirigido otros proyectos televisivos (como Fort Apache, La tuerka u Otra vuelta de tuerka), el programa nació en 2021, en las ondas del diario Público, un periódico digital español de izquierdas. Se podía seguir en el canal de Youtube del diario así como en otros agregadores de podcast. Algunos de los segmentos de La Base han tenido un respaldo de audiencia con picos de dos millones de visualizaciones en YouTube. En Público se produjeron las dos primeras temporadas del programa (hasta diciembre de 2022).Desde 2023 se emite en Canal Red, comenzando por la temporada 3.
El programa lo copresentan generalmente:
1. Pablo Iglesias Turrión, politólogo y presentardor.
2. Irene Zugasti, politóloga y periodista.
3. Manu Levín, filólogo que analiza los medios escritos.
4. Inna Afinogenova, periodista especializada en América Latina.

El programa analiza la actualidad política desde la visión de la Izquierda política.
La escaleta habitual suele consistir en:
1. Editorial presentado por Pablo Iglesias.
2. Análisis de datos por Irene Zugasti
3. Estudio de lenguaje y discurso de medios por Manu Levín.
4. Análisis de un aspecto internacional por Inna Afinogenova.
5. Entrevista con algún especialista del tema.
6. Recomendación musical.

Desde el comienzo hasta 2024, participaba en el programa Sara Serrano, matemática y experta en datos, que fue posteriormente sustiutida por Irene Zugasti.
La Base comenzó a emitirse también en la televisión colombiana desde noviembre de 2024 en Señal Colombia, que es un canal público y en abierto.Asimismo, desde el año 2025 una nueva versión de La Base hecha en México se produce desde la nueva sede en Ciudad de México.Para la materialización de este proyecto de agencia latinoamericana, se abrió una campaña de micromecenazgo (crowdfunding). Canal Red logró en cinco días superar los 100.000 euros de recaudación para su proyecto en América Latina, y a la semana sobrepasaron los 150.000 euros.Desde la redacción latinoamericana, se realizaan programas de televisión además de un periódico digital propio.

## Audiencias
Desde que comenzó en 2022, La Base consiguió una aceptación de la audiencia de los diferentes agregadores de podcast. En su primer mes, alcanzó las 600.000 reproducciones entre Spotify e Ivoox y 2,8 millones de visitas en Youtube, mientras que en abril de 2022 entró a formar parte del 'top 10' de los podcast favoritos de Spotify España.

## Reconocimientos y premios
La Base fue finalista de los Premios Ivoox 2023 dentro de la categoría Actualidad y Sociedad.